# 奧斯威戈 (伊利諾伊州)
奧斯威戈（英語：Oswego）是位於美國伊利諾伊州肯德爾縣的一個村落。

## 地理
奧斯威戈的座標為41°41′26″N 88°20′30″W / 41.69056°N 88.34167°W，而該地最高點為海拔高度176米（即577英尺）。

## 人口
根據2010年美國人口普查的數據，奧斯威戈的面積為38.96平方千米，當中陸地面積為38.58平方千米，而水域面積為0.38平方千米。當地共有人口30355人，而人口密度為每平方千米779人。